# 漿液
漿液（しょうえき、英: serous fluid）とは、自然に存在する無害な一般的に薄い黄色透明な種々の体液を意味する生理学用語。
唾液は粘液と漿液を含む。漿液には炭水化物の消化に重要なアミラーゼが含まれる。舌に存在するフォン・エブネル腺はアミラーゼを分泌する。耳下腺は純漿液性の唾液を産生する。他の大唾液腺は混合性（漿液と粘液）の唾液を産生する。
漿液は体腔を被覆する2層の膜である漿膜からも分泌される。2層間の漿液は筋運動による摩擦を減らす潤滑剤として機能する。
漿液の一般的特徴として消化、排泄、呼吸に関与する。
血清は凝固後に残る血液の液体成分であり、それゆえに凝固因子を欠く。血清は血漿とは区別される。